# Albert Brabo
Pour les articles homonymes, voir Brabo.
Albert Brabo né à Alès le 13 avril 1894 et mort à Vence le 20 août 1964 est un peintre français. 

## Biographie
Albert Brabo commence à peindre en 1908 et est admis aux Beaux-Arts de Paris en 1909. Il participe dès 1910 au Salon des indépendants. Mobilisé en 1914 son lieutenant, le peintre André Dunoyer de Segonzac l'expédie à la section de camouflage. Installé à Montmartre dès 1920 puis à Alger en 1926-1927, son atelier est pillé en 1943 durant la Seconde Guerre mondiale. Il vit alors à La Gaude.
Membre du Salon d'automne, il expose en 1926 à la Rétrospective du Salon des indépendants les toiles La terrasse, Paysage d'automne, Le déjeuner, Paysage cévenol et Paysages à Alès.
Le Delarge écrit à son sujet : « Il réunit tous les talents de son époque. Paysagiste impressionniste en 1913, portraitiste fauve en 1919, paysagiste cézannien en 1923 et de manière plus estompée à la Marquet, Cour de la villa Abd-el-Tif, (1927) et jusqu' en 1942, portraitiste réaliste en 1924, peintre de nus au modelé art déco en 1925 ou 1928. Son savoir-faire lui permet d'apporter une sorte de perfection à chacune de ses œuvres ».